# Drugeon
Der Drugeon ist ein rund 39 Kilometer langer linker Nebenfluss des Doubs im Einzugsgebiet der Rhône, im französischen Département Doubs in der Region Bourgogne-Franche-Comté. Der Flussname leitet sich vermutlich vom gallischen Wort dubron (Wasser) her. Mittel- und Unterlauf des Flusses sind zusammen mit den umgebenden Moorgebieten als Natura-2000-Schutzgebiet ausgewiesen.

## Geographie
Die Quelle des Drugeon befindet sich im Hochjura im Gemeindegebiet von Malpas. Der Quellbach trägt den Namen Bief Belin und mündet nach etwa 4 Kilometer bei Vaux-et-Chantegrue in einen Moorsee. Ab hier trägt er den Namen Drugeon, verlässt das Becken von Vaux nach Nordwesten und tritt in eine Klus ein, die in eine Antiklinale des Faltenjuras eingeschnitten ist. Die relativ schmale, bis zu 200 m tiefe Klus trennt die Montagne du Laveron im Nordosten von der Kette der Haute Joux im Südwesten. Dem Klustal folgen die Départementsstraße (Frasne – Labergement-Sainte-Marie) und die Bahnlinie von Frasne via Vallorbe nach Lausanne.
In der Klus wendet sich der Drugeon zunächst nach Westen, bevor er bei Bonnevaux das zweite Juraplateau erreicht. Hier zeichnet er einen scharfen Bogen und fließt nun gemäß der Streichrichtung des Juragebirges in dieser Region in Südwest-Nordost-Richtung. Dabei durchquert er die weite Ebene von Arlier zwischen Pontarlier und Frasne, die durchschnittlich auf 820 m liegt und auch als Bassin du Drugeon bezeichnet wird. In diesem Bereich durchfließt er die Ortschaften Bouverans, La Rivière-Drugeon, Bannans, Houtaud, Dommartin und Vuillecin. Auf einer Höhe von 800 m am nordöstlichen Rand der Ebene mündet der Drugeon unterhalb des Gehöfts Tout Vent 5 km nördlich von Pontarlier in den Doubs. Mit rund 0,2 % durchschnittlichem Gefälle weist der Fluss ein äußerst geringes Gefälle zwischen Quelle und Mündung auf.
Zu den wenigen kurzen Seitenbächen des Drugeon zählen der Abfluss des Lac de l'Entonnoir (auch Lac de Bouverans, von einer Karstquelle gespeist), der Lotaud aus dem Étang de Frasne, der Bief Voulain und der Bief Rouget.

## Geologie
Der Drugeon fließt in einem Tal, das von einem vorzeitlichen Flusslauf des Doubs angelegt wurde. Die Quelle des Drugeon liegt nur drei Kilometer vom heutigen Flusslauf des Doubs bei Labergement-Sainte-Marie entfernt. Ein Sattel, dessen niedrigster Punkt bei 865 m liegt, leitet von der Drugeon-Quelle praktisch eben hinüber zum Tal des Doubs oberhalb des Lac de Saint-Point, das sich hier auf 850 m befindet.
Das Bassin du Drugeon in der Ebene nordwestlich der Laveron-Antiklinale folgt einer Synklinalstruktur, die mit kreidezeitlichen und tertiären Ablagerungen gefüllt ist. Die eiszeitlichen Gletscher überformten das Gelände und lagerten Moränenmaterial ab. Durch die feine Ton- und Schlickschicht wurde der Untergrund abgedichtet und wasserundurchlässig, weshalb sich seit dem Rückzug des Gletschers (etwa 8000 v. Chr.) eine ausgedehnte Moorebene bilden konnte.

## Hydrologie
Das Einzugsgebiet des Drugeon umfasst eine Fläche von 191 km², nach anderen Angaben 170 km². Der Drugeon besitzt ein pluvio-nivales Abflussregime mit stark schwankendem Wasserstand. An der Station Vuillecin kurz vor der Mündung in den Doubs beträgt die mittlere jährliche Abflussmenge 3,29 m³/s. Die Bandbreite der Abflussmenge reicht von 0,15 m³/s im Verlauf langer Trockenperioden bis zu 70 m³/s. Die höchsten Abflussmengen werden normalerweise in den Monaten Februar bis April während der Schneeschmelze sowie im Sommerhalbjahr bei starken gewittrigen Niederschlägen registriert. Im Einzugsgebiet des Drugeon fallen im Jahresmittel etwa 1460 mm Niederschlag. Davon fließen gemäß wissenschaftlichen Untersuchungen 42 % über den Drugeon ab, 35 % verdunsten direkt wieder in die Atmosphäre und die restlichen 23 % versickern im Untergrund, wovon die deutlich tiefer gelegenen Quellen von Ain im Westen und Loue im Norden profitieren.

## Nutzung
Mehrere Sägereien zwischen Vaux und Bonnevaux sowie verschiedene Mühlen nutzten seit alters her die Wasserkraft des Drugeon. Bereits im 18. Jahrhundert wurden erste Anstrengungen unternommen, die Moorfläche bei Bouverans trockenzulegen. In der Zeit zwischen 1959 und 1973 wurde der Lauf des Drugeon unterhalb von Bonnevaux bis zur Mündung in den Doubs korrigiert und begradigt sowie die umliegenden Moore drainiert mit dem Ziel, ungefähr 2000 ha Ackerland zu gewinnen. Trotz den Anstrengungen resultierte aber nur ein Gewinn von rund 200 ha fruchtbarem Land.

## Naturschutzgebiet
Von 1997 bis 2002 wurde der Flusslauf des Drugeon auf weiten Strecken renaturiert, wobei die ehemaligen zahlreichen Mäander wieder eingebunden und die flussnahen Moorgebiete retabliert wurden. Im Weiteren ging es um die Verbesserung der Wasserqualität und die Wiederherstellung der Lebensräume für Fische und andere Wassertiere. Im Jahr 2004 wurde das Bassin du Drugeon mit einer Fläche von 67 km² in die Reihe der Natura-2000-Schutzgebiete aufgenommen.